# François Corbier
Pour les articles homonymes, voir Roux, Alain Roux et Corbier.
François Corbier — souvent appelé simplement Corbier — est le nom de scène d'Alain François Roux, auteur-compositeur-interprète, poète et animateur de télévision français né le 17 octobre 1944 dans le 14e arrondissement de Paris, à la maternité de Port-Royal, et mort le 1er juillet 2018 à Évreux,.
Il commence sa carrière de chanteur dans des cabarets Rive gauche de Paris.
De 1982 à 1997, il est chanteur et animateur à la télévision française dans des émissions pour la jeunesse Récré A2 et Club Dorothée. Après l'arrêt de l'émission il connaît des années difficiles et, à partir de 2001, reprend sa carrière de chanteur, avec des textes souvent engagés, drôles ou graves.

## Biographie

### Débuts
Orphelin d'un père gardien de la Paix à l'âge de deux ans et demi, Alain Roux vit à Ailly-sur-Noye dans la Somme jusqu'à l'âge de sept ans avec sa mère Cécile et son frère Jean-Pierre. Après quelques études, il reprend la guitare de son frère, parti faire son service militaire. À son retour, le jeune Alain a déjà écrit une vingtaine de chansons ; les deux frères décident alors de tenter l'aventure du cabaret et montent en 1962 un éphémère numéro de duettistes sous le nom de « Gouate & Mallat ». Après avoir vu Claude Cérat (le père d'Éric Serra) faire ses « chansons flashes », Alain reprend ce concept.
Il dit avoir été reçu et encouragé par Georges Brassens à Bobino en 1964. Deux ans plus tard, il crée le « Mouvement Bichebochien » dont il est à la fois « le Maître et le Disciple ». Il présente un spectacle de chansons flashs, Ne nous flashons pas (quarante chansons en vingt minutes).
De 1967 à 1971, il devient tous les étés gentil organisateur au Club Med en Grèce, en Tunisie et à Al Hoceïma au Maroc où, tous les soirs dans le spectacle de cabaret il interprète la chanson qu'il a composée, qui s'intitule Allo ceïma ne raccroche pas. Il rencontre ensuite Jean-Pierre Elkabbach qui le fait entrer à France Inter.
En 1968, il sort son premier disque, produit par Alain Barrière. Ce dernier lui dit un jour en plaisantant : « Méfie-toi, tu vas finir pendu ! »[réf. nécessaire], ce qui lui donne l'idée du pseudonyme « François Corbier », provenant du véritable nom du poète François Villon, François de Montcorbier, auteur de la Ballade des pendus.
Lors des événements de mai 1968, il effectue une grande tournée dans les usines en grève, avec entre autres Georges Moustaki et Maxime Le Forestier. 
Il fait sa première apparition à la télévision le 20 décembre 1969 en chantant La Chanson de Roland dans l'émission Musicolor retransmise sur la deuxième chaîne de l'ORTF.
En 1970, il fait une rencontre déterminante avec Jean-Louis Foulquier dans un cabaret de Montmartre et, de chanteur, devient chansonnier. De 1970 à 1987, il se produit dans divers cabarets connus : l’Écluse, l'Échelle de Jacob, le Port du Salut, le Don Camilo, la Villa d'Este, le Caveau de la République, le théâtre de Dix heures. En 1975, Bruno Léandri le fait entrer en contact avec le dessinateur Gotlib, par lequel Corbier devient un collaborateur occasionnel de son journal satirique Fluide glacial depuis le cinquième numéro.
Durant ces années, il participe à de nombreuses émissions de radio sur France Inter, Europe 1 ou RTL, et de télévision sur France 3, RMC et la RTBF. En 1981, il part en tournée au Québec.

### Chanteur et animateur de télévision

#### Les annéesRécré A2
Après des années de cabaret, la productrice de télévision Jacqueline Joubert remarque François Corbier après l’avoir entendu au Caveau de la République. Par la suite, la directrice de l'Unité Jeunesse d'Antenne 2 lui offre un engagement, en le voyant faire rire des enfants lors d'un spectacle. Il a alors 38 ans. Sa carrière médiatique est lancée grâce à l'émission Récré A2, qu'il intègre le 6 janvier 1982 où il interprète sa chanson "Les rois mages" et devient un personnage incontournable de la célèbre émission présentée par Dorothée. Son rôle est celui du « chansonnier pour enfants ». Chaque mercredi matin, la guitare en bandoulière, il se lance notamment le défi de composer une chanson en direct à partir de quelques mots choisis par un jeune téléspectateur.
Alors qu'en 1984 sa chanson Nous les mille-pattes était passée inaperçue, il s'impose en 1986 grâce au tube Le Nez de Dorothée. La chanson, qui se moque gentiment de la célèbre animatrice de Récré A2, devient une chanson culte. Dorothée y fait une intervention parlée et chante le dernier refrain avec Corbier. La chanson, bien que très diffusée à la télévision, n'entre pas au Top 50 de Canal+.
En 1985, il fait la première partie de Michel Lagueyrie à l'Olympia.

#### Les annéesClub Dorothée
Durant la seconde moitié des années 1980, Corbier acquiert une large renommée télévisuelle. Quittant Antenne 2 pour TF1, il suit une partie de l'équipe de Récré A2 et devient ainsi l'un des coanimateurs du Club Dorothée, aux côtés de Dorothée, Ariane, Jacky et Patrick, il a alors environ 45 ans. De 1987 à 1991, il est également comédien dans la sitcom Pas de pitié pour les croissants, aux côtés de ses acolytes du Club Dorothée. 
Parallèlement, il poursuit sa carrière de chanteur et sort plusieurs 45 tours produits par AB Disques : Sans ma barbe, qui est un succès en 1988, Bienvenue aux nouveaux, qu'il compose à la naissance de la seconde fille de Jacky et de la fille de Patrick Simpson Jones, mais aussi Laissez les mamies faire en 1995 (adaptation de Achy Breaky Heart, chanson popularisée par Billy Ray Cyrus en 1992).
Le 2 octobre 1996, il quitte le Club Dorothée mais revient pour le cinquième et dernier Noël de l'amitié le 24 décembre puis à partir du 23 juin 1997 pour y animer les derniers Club Dorothée Vacances.
Après l'arrêt de l'émission en septembre 1997, il retourne à ses premières amours, la scène, une reconversion qui n'est pas sans difficulté. Il racontera par la suite :

« J'ai connu une dizaine d'années de galère et j'ai failli finir clochard. J'ai vendu ma maison en banlieue parisienne pour en acheter une autre en Normandie. Mais à la suite de la tempête de 1999, le toit s'est envolé. On a dû installer des bâches, l'humidité s'est infiltrée partout. J'ai attendu plusieurs années avant de réparer, car mon assurance avait refusé de nous aider. »

### Retour à la chanson
En 1998, Corbier joue dans Atroces Voluptés, mise en scène par Jean-Paul Rollin[source insuffisante].

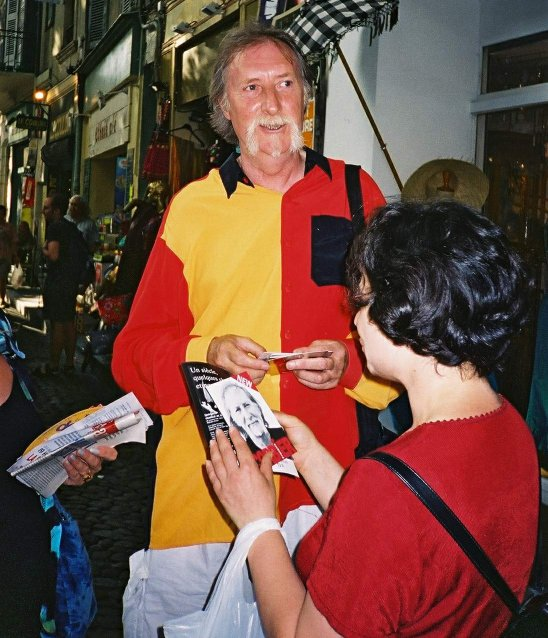
François Corbier dans les rues du Festival d'Avignon en 2002 pour faire la promotion de son spectacle.

En 2001, il sort Carnet mondain, un album aux textes vifs et engagés qui marque un tournant dans sa carrière, avec un répertoire qui n'est désormais plus destiné à la jeunesse. L'année suivante, la salle lyonnaise de découverte-chanson « A thou bout d'chant » l'accueille et le réinvite ensuite chaque année, de même que la salle « La Baie des Singes ». Le chanteur retrouve son public et renouvelle son audience, plus amatrice de chanson que de télévision.
Il se produit plusieurs années au Festival off d'Avignon, et fait de multiples tournées.
En 2003, il présente un nouvel album live auto-produit, Toi, ma guitare et moi. En 2005, il publie l'album Tout pour être heureux, contenant un duo avec Nicole Rieu (C'était le bon temps), puis participe au court métrage Presque des hommes, dans lequel un Snorky, un Bisounours et un Schtroumpf ont été bannis dans notre monde et cherchent un moyen de regagner le cœur des enfants afin de rejoindre leur univers. Il y interprète le rôle d'un chanteur et compose une chanson spécialement pour le film, Les Vieux Copains de la télé.
Après une tournée en France et à l'étranger en 2007 et 2008, il refuse de participer au projet de la chaîne IDF1 (créée par Jean-Luc Azoulay) aux côtés de Dorothée, Jacky, Ariane et Patrick. Malgré les sollicitations répétées du producteur, il ne souhaite pas revenir à la télévision et préfère désormais se consacrer entièrement à la chanson et à la scène.
En 2009, il sort un nouvel album de 16 titres, intitulé Presque parfait, puis repart en tournée en France et à l'étranger. Il redevient parfois acteur de roman-photo dans le journal Fluide glacial. Le 18 avril 2010, il monte sur la scène de l'Olympia pour chanter avec Dorothée son tube Le Nez de Dorothée lors de son concert Olympia 2010. Le 18 décembre, il réitère l'expérience et rejoint la chanteuse sur la scène de Bercy lors du concert Bercy 2010 pour interpréter Le Nez de Dorothée ainsi que La Galère capitaine, une chanson de l'album Toi, ma guitare et moi.
En octobre 2012, il publie son autobiographie, intitulée Vous étiez dans Dorothée ? – Non, à côté aux éditions Mille Plumes. Le 28 novembre 2012, il sort François Corbier en concert – Live 2012, produit par Cho'colas[Qui ?], enregistrement d'un concert à Lyon avec en supplément le morceau La Galère capitaine joué lors du concert Bercy 2010.
En 2014, il chante sur la chanson Le Tango du maître chanteur issue de l'album Le Clan des guimauves du compositeur Anthony Cedric Vuagniaux. Il apparaît aussi dans le film Vent de folie, le premier long-métrage de Félix Létot, jeune réalisateur qui prépare en parallèle un documentaire sur François Corbier.
En février 2015, il sort l'album Vieux Lion, comprenant 13 nouvelles chansons. 
En 2016, il publie un recueil de ses chansons flashs Mes chansons flash, le Bichebochien, aux éditions Les petits Efcé. 
En octobre 2016, sort Mon journal secret aux éditions De Varly, une collection de courtes nouvelles à la tonalité tendre et décalée, sur des thèmes fantaisistes ou engagés dans l'actualité (évoquant notamment les attentats terroristes de 2015 à Paris). L'ouvrage, regroupant 53 textes, est préfacé par Claude Lemesle, parolier et président de la SACEM, qui compare l'auteur à Boris Vian et Boby Lapointe. L'illustration de couverture est dessinée par Lindingre, rédacteur en chef de Fluide Glacial.  
En août 2017, les trois derniers albums de Corbier sont disponibles en téléchargement légal sur la plate-forme iTunes. En octobre de la même année sort le documentaire biographique Des traces dans la mémoire des masses, réalisé par Félix Létot.
Durant l'été 2018, paraît l'album posthume Jours de blues, enregistré au printemps 2018 et publié quelques semaines après son décès.

### Mort
François Corbier meurt dans la nuit du 30 juin au 1er juillet 2018 à la clinique Pasteur à Évreux, des suites d'un cancer. Il est inhumé au cimetière de Serez dans l'Eure, où il vivait depuis trente ans.

### Vie privée
François Corbier était marié à Danièle, dite Doune, artiste peintre avec laquelle il a eu un fils, Wilfried (1972),.
Il est le frère de l'imitateur et comédien Jean-Pierre Denys (de son vrai nom Jean-Pierre Roux), lui même père d'Annabelle Roux, comédienne et directrice artistique de doublage.

## Discographie

### 45 tours
- Rose / La Dame sous la pluie, paroles et musiques de François Corbier, 1968, Barclay.
- Nous les mille-pattes / Plante un jardin, paroles et musiques de François Corbier, 1984, Rénaldo Cerri.
- Le Nez de Dorothée / Les Poissons do, paroles et musiques de François Corbier, 1986, AB Disques.
- Sans ma barbe / Bienvenue aux nouveaux, paroles et musiques de François Corbier, 1987/1988, AB Disques.
- La Danse des petits cochons, paroles de Jean-François Porry, musique de Gérard Salesses / Patati Patata (La Faute à Pat Leguen), paroles et musique de François Corbier, 1990, AB Disques.

### CD 2 titres
- Laissez les mamies faire / Elle s'en va, paroles et musiques de François Corbier, 1995, AB Disques.

### Participations
- On va danser sur les chansons, interprétée avec Jacky et Ariane, 45 tours, AB Kid, 1990.
- La légende de Saint Nicolas, interprétée avec Jacky et Patrick, parue sur Le Noel Des Etoiles, album CD de chants de Noël, AB Disques, 1995.
- Laissez les mamies faire, chanson présente sur la compilation Stars TV 2, AB Disques, 1995.

## Télévision

### Émissions télévisées
- 1982-1987 : Récré A2 (Antenne 2)
- 1987 : La Classe (FR3)
- 1987-1996 : Club Dorothée (TF1)
- 23 juin 1997-29 août 1997 : Club Dorothée Vacances (TF1)

### Téléfilms
- 1985 : Le trésor des caraïbes
- 1986-1987 : La voiture rouge
- 1991 : Le Cadeau de Noël
- 1992 : Le Cadeau de la rentrée
- 1993 : Famille fou rire

## Publications
- Vous étiez dans Dorothée ? – Non, j'étais à côté !, Éditions  Véda, 2021. Autobiographie.
- Mes chansons flash, le Bichebochien, Éditions Les petits Efcé, 2016. Recueil de la plupart de ses « chansons flash », tandis que le Bichebochien regroupe de courts textes jouant sur un mot, en y changeant une seule lettre à la fois.
- Mon journal secret, Éditions De Varly, 2016. Collection de nouvelles (53 textes, 253 pages).